# Caritone (nome)
Caritone  è un nome proprio di persona italiano maschile.

## Varianti in altre lingue
- Catalano: Caritó[3]
- Esperanto: Karitono
- Francese: Chariton
- Galiziano: Caritón
- Georgiano: ხარიტონ (Kharit'on)
- Greco antico: Xαρίτων (Chariton)[4]
- Latino: Chariton[1]
- Portoghese: Caritão
- Russo: Харитон (Chariton)[4]
- Serbo: Харитон (Hariton)
- Spagnolo: Caritón[3]
- Ucraino: Харітон (Chariton)

## Origine e diffusione
Nome di scarsissima diffusione in Italia, deriva dall'antico greco Χάριτον (Chariton); è basato su χαρις (charis), che vuol dire "grazia", quindi si può interpretare come "persona che ama", "amabile", "buono". Alla stessa radice risalgono i nomi Charis e Carilao.

## Onomastico
L'onomastico si può festeggiare in memoria di più santi, fra i quali si ricordano, alle date seguenti:
- 1º giugno, san Caritone, studente di san Giustino, martire a Roma[5]
- 3 settembre, san Caritone, martire con san Zenone[2][3][6]
- 28 settembre, san Caritone, eremita e abate nella valle del Cedron[7]
- 28 novembre, san Caritone, monaco e martire a Tiberiopoli sotto Giuliano l'Apostata[5]

## Persone
- Caritone, scrittore greco antico

### Variante Chariton
- Chariton Prokof'evič Laptev, esploratore russo